# Constantin von Wurzbach
Eduard Konstantin Michael von Wurzbach-Tannenberg (Lubiana, 11 aprile 1818 – Berchtesgaden, 18 agosto 1893) è stato un bibliotecario, archivista, lessicografo, scrittore, bibliografo ed erudito austriaco ricordato soprattutto come curatore del Biographische Lexikon des Kaiserthums Österreich (Dizionario biografico dell'Impero austriaco, BLKÖ), un dizionario biografico in 60 volumi nel quale sono raccolte le biografie di personalità nate tra il 1750 e il 1850 nei territori dell'Impero austriaco.

## Biografia

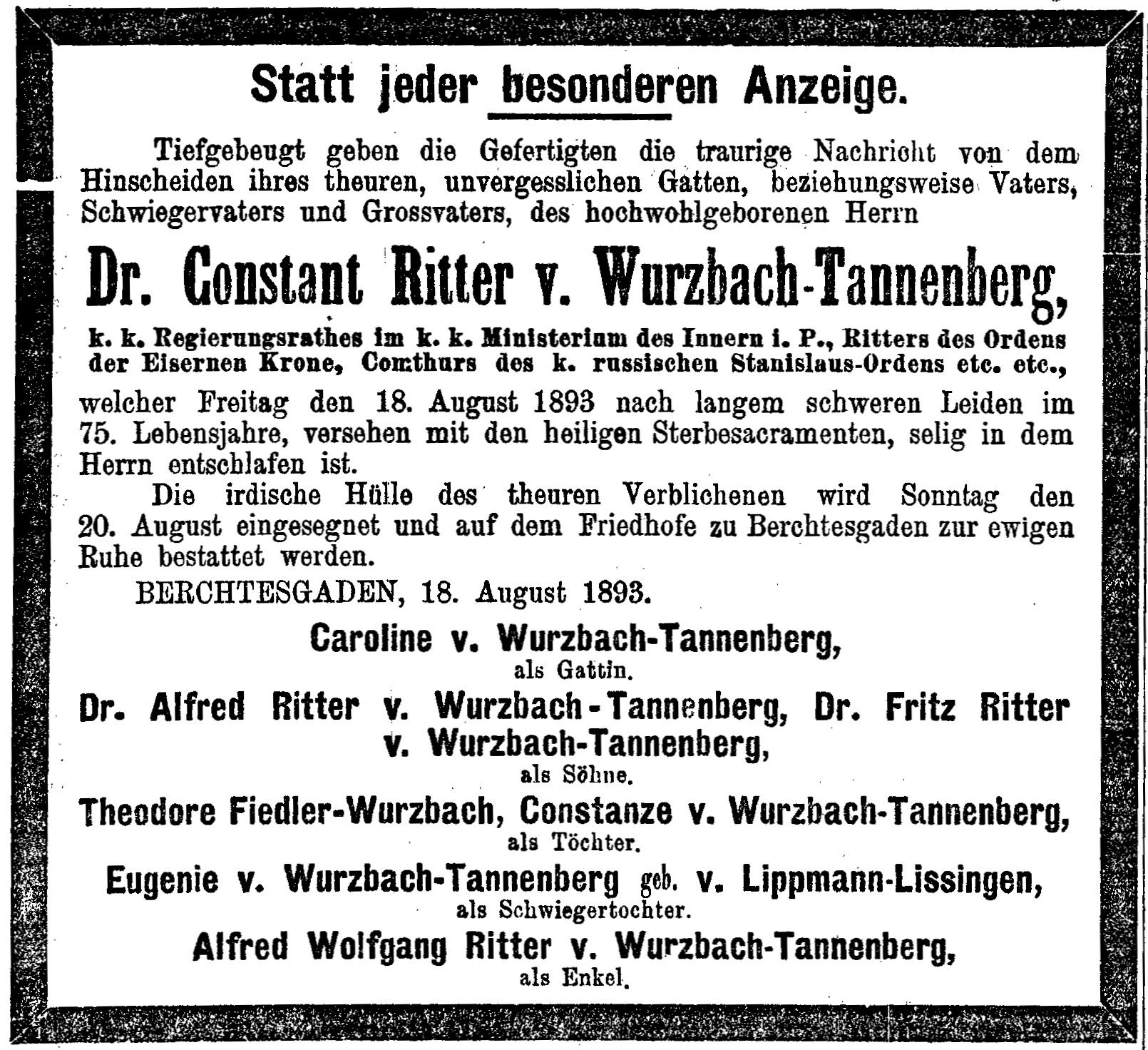
Annuncio funebre per la morte di Constantin von Wurzbach-Tannenberg

Wurzbach era il settimo dei dieci figli del giurista Maximilian Wurzbach e della moglie Josefina Pinter; il padre fu ammesso alla nobiltà nel 1854 con il titolo "von Tannenberg". Constantin Wurzbach trascorse l'infanzia e la giovinezza a Lubiana e si diplomò alla locale scuola superiore e frequentò la locale facoltà di filosofia. Si dedicò dapprima alla letteratura. Ebbe contatti stimolati con i letterati di Lubiana a cui fece conoscere i suoi primi tentativi poetici e collaborò a riviste letterarie. I suoi componimenti poetici giovanili in lingua tedesca si ispiravano a Lenau e a Grün, mentre politicamente, assieme al fratello maggiore Karl, fece parte di circoli liberali. Diverse poesie giovanili furono pubblicate nel 1834 nella raccolta Illyrische Blätter. Nel 1835 pubblicò a proprie spese la raccolta Gedichte (Poesie liriche) che dedicò a uno dei suoi professori. Nel 1837 pubblicò la traduzione dei Sonetti di Cesare Betteloni.
Nel 1835 si iscrisse alla facoltà di legge dell'Università di Graz dietro le insistenze del padre, preoccupato delle scarse prospettive economiche dell'attività letteraria; ma Constantin Wurzbach abbandonò gli studi dopo quattro semestri e nel 1837 si arruolò nel Reggimento di Fanteria "Conte Nugent" di stanza a Cracovia. Sotto le armi continuò con l'attività poetica e nel 1841 pubblicò il primo volume della sua antologia poetica dedicata a suo padre; il volume apparve con lo pseudonimo di W. Constant, una procedura che gli permise di sottrarsi alla censura, alla quale dovevano sottostare i militari. Nel 1841 ottenne la promozione a sottotenente e fu trasferito nella guarnigione di Leopoli. Nel capoluogo della Galizia Constantin Wurzbach riprese gli studi e nel 1843 si laureò in Filosofia. Alla fine dello stesso anno si dimise dall'esercito e ottenne un impiego come scrivano alla Biblioteca Universitaria di Leopoli. Sempre nel 1843 sposò Antonie Hinzinger; dal matrimonio nel 1845 nascerà suo figlio Alfred che diventerà uno stimato critico d'arte.
Grazie al suo pluriennale soggiorno nei territori galiziani Constantin Wurzbach apprese la lingua polacca e raggiunse una conoscenza profonda della cultura, della storia e della letteratura polacca; fu pertanto traduttore dal polacco in tedesco. Nel 1847 fu nominato archivista presso il Ministero degli Interni a Vienna e gli fu affidato il compito di creare un'agenzia governativa con lo scopo di fornire gli uffici governativi del materiale necessario allo svolgimento delle funzioni dello stato. Nell'aprile 1849 Wurzbach fu nominato bibliotecario della Administrative Bibliothek; conserverà l'incarico fino al 1874. Nell'ambito delle sue funzioni BachConstantin von Wurzbach cominciò a raccogliere bibliografie di illustri cittadini austriaci e stabilì lo schema di un Biographisches Lexikon des Kaiserthums Österreich (Dizionario Biografico dell'Impero d'Austria) le cui pubblicazioni iniziarono nel 1855. Nel 1858, dopo la pubblicazione del terzo volume, l'opera fu finanziata dall'Accademia Austriaca delle Scienze e diretta da Wurzbach fino al suo completamento nel 1891.

## Opere
- Die Volkslieder der Polen und Ruthenen, Wien, 1846
- Parallelen, Leipzig; Wiegand, 1849
- Die Sprichwörter der Polen historisch erläutert[1], II ediz., Wien, 1852
- Die Kirchen der Stadt Krakau, Wien, 1853
- Der Page des Kaisers: ein Gedicht von der Treue. Düsseldorf: Arnz, 1854 (on-line)
- Bibliographisch-statistische Übersicht der Litteratur des österreichischen Kaiserstaats. 3 Teile, Wien, 1853–1856
- Biographisches Lexikon des Kaiserthums Österreich. 60 Volumi, Wien, 1856–1891
- Das Schillerbuch, Wien, 1859
- Joseph Haydn und sein Bruder Michael, Wien, 1862
- Historische Wörter, Sprichwörter und Redensarten, 3. Heft, Prag, 1863
- Glimpf und Schimpf in Spruch und Wort, Wien, 1864
- Mozartbuch, Wien, 1868
- Franz Grillparzer, Wien, 1871
- Zur Salzburger Biographik, 1872
- Ein Madonnenmaler unsrer Zeit: E. Steinle, Wien, 1879